# Jaume Mestres i Fossas

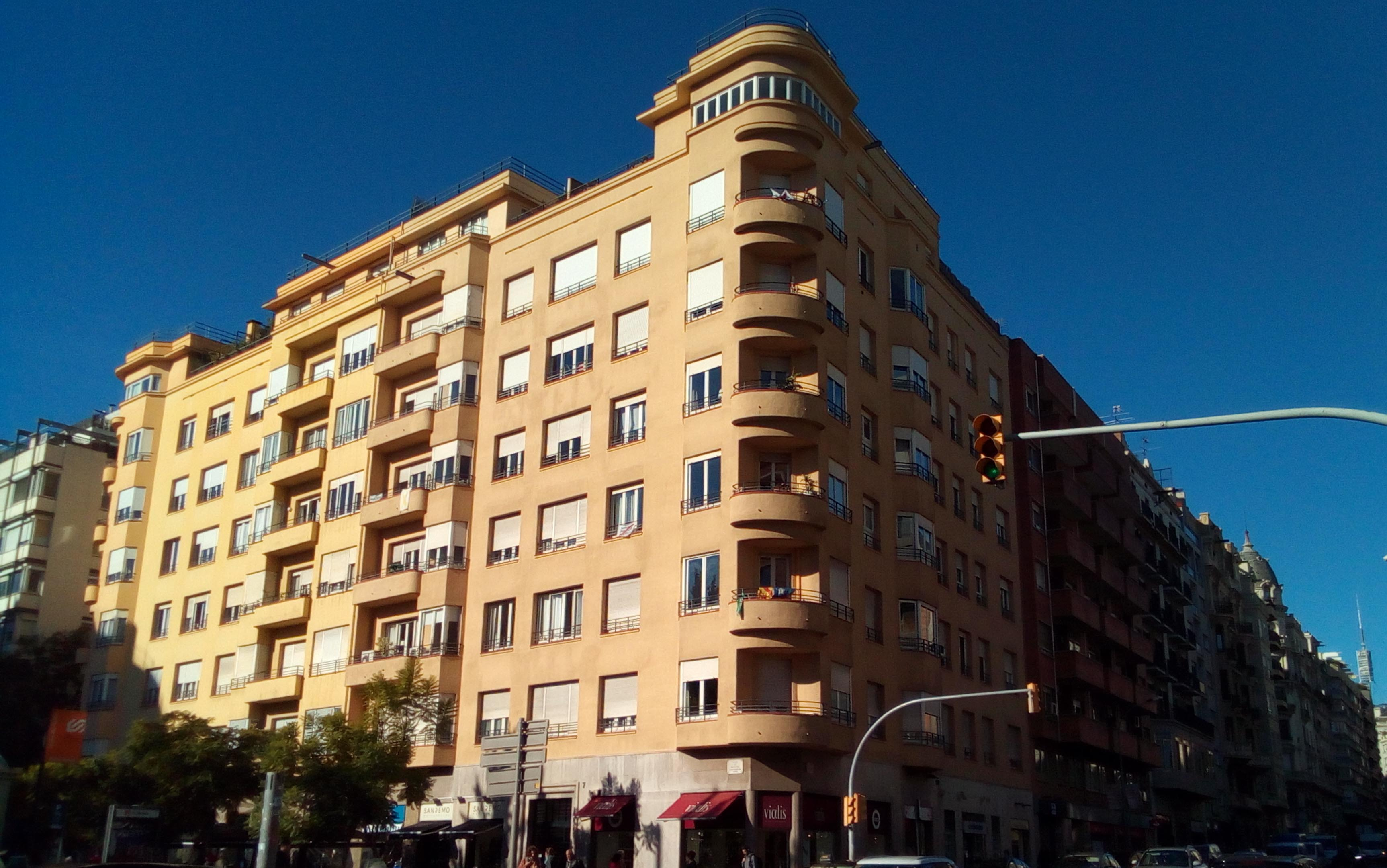
Casa Sans (1933-1936), plaza de Molina, Barcelona

Jaume Mestres i Fossas (Barcelona, 1892-ibídem, 1981) fue un arquitecto español.

## Biografía
Obtuvo su título 1917 en la Escuela Técnica Superior de Arquitectura de Barcelona. En sus inicios estuvo influido por el art déco: piscina cubierta del Club Natación Barcelona, 1929; pabellón de los Artistas Reunidos para la Exposición Internacional de Barcelona, 1929; pabellón de las Industrias Catalanas para la Exposición Iberoamericana de Sevilla, 1929.
En los años 1930 se acercó al racionalismo arquitectónico, por lo que en 1931 se asoció al GATCPAC, si bien alejado de cualquier dogmatismo y con un interés centrado principalmente en el rigor compositivo. De sus obras en estos años destacan: la Editorial Seix Barral, 1930 (desaparecida); la Mutua Escolar Blanquerna, actual Instituto Menéndez Pelayo (1930-1933); y la casa Sans (1933-1936), en la plaza de Molina de Barcelona. Esta última está constituida por dos edificios de siete plantas que forman un bloque unitario, con una fachada marcada por la utilización de tribunas, remates y cuerpos volados en el paño central; su principal innovación fue la utilización de la estructura metálica sin recurrir a los muros de carga. En la avenida de Gaudí construyó dos casas (Ginestà, 1931; Viladot, 1930-1933). Realizó también una tienda para FIAT Hispania en la plaza de Cataluña (1931), actualmente desaparecida. En 1935 construyó el edificio de viviendas La Fertilizadora en Palma de Mallorca.
Tras la Guerra Civil su estilo se volvió más ecléctico, como se denota en el edificio de oficinas Finanzauto (1954), en la calle de Balmes, un edificio austero y funcional que destaca por su fachada de muro curvo abujardado, de tonos rosados, con un pautado de vanos y plafones escultóricos realizados por Antoni Tàpies.
Su actividad como arquitecto fue compartida con la del hombre de acción política. Relacionado con el dirigente republicano catalanista Luis Nicolau d'Olwer, fue militante de Acció Catalana y candidato en las elecciones municipales de abril de 1931. Durante 1936-1937 fue secretario del Sindicato de Arquitectos de Cataluña.
También colaboró en diversas revistas técnicas especializadas, como La Ciutat i la Casa, de la Asociación de Arquitectos de Cataluña, y Arquitectura i Urbanisme, del Colegio Oficial de Arquitectos de Cataluña.